# Metilentetrahidrofolat reductază
Metilentetrahidrofolat reductaza (MTHFR) este o enzimă care determină viteza în ciclul metil și este codificată de gena MTHFR. Metilentetrahidrofolat reductaza catalizează conversia 5,10-metilentetrahidrofolat în 5-metiltetrahidrofolat, un cofactor în remetilarea homocisteinei în metionină. Variația naturală a acestei gene este obișnuită la oamenii sănătoși. Deși s-a raportat că unele variante influențează susceptibilitatea la boală arterială-ocluzivă, defecte de tub neural, boala Alzheimer și alte forme de demență, cancer de colon și leucemie acută, descoperirile primelor studii nu s-au confirmat. Unele mutații ale acestei gene sunt asociate cu deficiențele de metilentetrahidrofolat reductază. În plus, hipermetilarea aberantă a promotorului acestei gene este asociată cu infertilitatea masculină și pierderile repetate de sarcină.

## Biochimie
|                             | + NADPH + H+ → NADP+ + |                        |
| 5,10-Metilentetrahidrofolat |                        | 5-Metiltetrahidrofolat |
În etapa care determină viteza ciclului metil, MTHFR reduce ireversibil 5,10-metilentetrahidrofolat (substrat) la 5-metiltetrahidrofolat (produs).
- 5,10-metilen tetrahidrofolat este folosit la conversia dUMP în dTMP pentru sinteza timidinei de novo.
- 5-metiltetrahidrofolat este folosit la conversia homocisteinei (un aminoacid cu potențial de toxicitate) în metionină de către enzima metionină sintază.  (Homocisteina poate fi convertită în metionină și de către o enzimă nedependentă de folat, numită betaină-homocisteină metiltransferază (BHMT))

MTHFR conține legat un cofactor din grupul flavine și folosește NAD(P)H ca agent reducător.

## Structură
La mamifere, MTHFR este compusă dintr-un domeniu catalitic cu terminație-N și un domeniu regulator cu terminație-C. MTHFR are cel puțin doi promotori și două izoforme (70 kDa și 77 kDa).

## Reglare
Activitatea MTHFR poate fi inhibată prin legarea cu dihidrofolat (DHF) și S-adenozilmetionină (SAM, sau AdoMet). MTHFR poate fi și fosforilată – aceasta îi reduce activitatea cu ~20% și îi permite să fie mai ușor inhibată de către SAM.

## Genetică
Enzima este codificată de către gena având simbolul MTHFR din cromozomul uman 1 în locația p36.3.
Cu această genă sunt asociate și variații ale configurației ADN (polimorfisme genetice).
În anul 2000 numărul de polimorfisme raportate a ajuns la 24.
Două dintre cele mai investigate polimorfisme uninucleotidice (SNP-uri) sunt C677T (rs1801133) și A1298C (rs1801131).

### Polimorfismul uninucleotidic C677T (Ala222Val)
Nucleotida MTHFR de la poziția 677 din genă, are două posibilități: C (citozină) sau T (timină). Prezența C în poziția 677 (producând o alanină în aminoacidul 222) este alela natural-normală. Alela 677T (producând o substituție valină în aminoacidul 222) codifică o enzimă care este instabilă termic și are o activitate redusă.
Persoanele cu două copii ale 677C (677CC) au cel mai obișnuit genotip. Persoanele cu 677TT (homozigotic) au o activitate a MTHFR mai scăzută decât persoanele cu CC sau CT (heterozigotic). Aproximativ 10% din populația nord-americană au tipul homozigot-T al acestui polimorfism. Există o variabilitate etnică a frecvenței alelei T – frecvența la mediteraneeni/ hispanici este mai mare decât la caucazieni care, în schimb, este mai mare decât la africani/ afro-americani.
Gradul de instabilitate termică a enzimei (evaluat prin activitatea reziduală după dezactivarea încălzirii) este mult mai mare la persoanele cu 677TT (activitate reziduală 18–22%) în comparație cu 677CT (activitate reziduală 56%) și 677CC (activitate reziduală 66–67%). Persoanele cu 677TT sunt predispuse la hiperhomocisteinimie ușoară (nivel crescut de homocisteină în sânge), deoarece acestea au MTHFR disponibilă mai puțin activă pentru a produce 5-metiltetrahidrofolat (care este folosit pentru a reduce homocisteina).  Și o dietă săracă în vitamina numită acid folic poate produce hiperhomocisteinemie ușoară.
Alimentația săracă în folat afectează persoanele cu genotipul 677TT în mai mare măsură decât pe cele cu genotipurile 677CC/CT. Persoanele cu 677TT (dar nu și cele cu 677CC/CT) care au nivelul de folat în plasmă mai redus, prezintă riscul unui nivel ridicat de homocisteină în plasmă. În studiile privind MTHFR umană recombinantă, proteina codificată de 677T își pierde cofactorul FAD de trei ori mai repede decât proteina de tipul natural.  5-Metil-THF reduce viteza de producere a FAD atât la enzimele naturale cât și la cele mutante, deși într-o măsură mult mai mare la enzima mutant. Persoanele cu 677TT au un risc crescut de leucemie limfoblastică acută și cancer de colon.
Mutațiile genei MTHFR ar putea fi unul din factorii care cresc riscul de schizofrenie. Pacienții schizofrenici având alela de risc (T\T) prezintă mai multe deficiențe în activitatea funcției de execuție.
Genotipul C677T este asociat cu riscul crescut de pierderi repetate de sarcină la populația non-caucaziană.
Există de asemenea o tendință de asocierea a mutațiilor MTHFR cu demența. Un studiu pe populație japoneză înaintată în vârstă a găsit corelații între mutația MTHFR 677CT și polimorfismul Apo E, cu anumite tipuri de demență senilă. Alte cercetări au descoperit că persoanele cu mutații legate de folat pot avea o deficiență funcțională chiar și când nivelul de folat în sânge este în limita normală, și au recomandat suplimentarea metiltetrahidrofolatului pentru a preveni și trata demența (dar și depresia). Un studiu din 2011 realizat în China a arătat că SNP-ul C677T este asociat cu boala Alzheimer la populațiile asiatice (dar nu și la caucazieni).
Polimorfismul C677T este asociat cu riscul de infarct miocardic la populațiile africane, nord-americane și bătrâni.

### Polimorfismul uninucleotidic A1298C (Glu429Ala)
Pentru nucleotida 1298 a MTHFR, sunt două posibilități: A sau C. Prima, 1298A (producând un Glu în aminoacidul 429) este cea mai obișnuită, iar cealaltă, 1298C (producând o substituție Ala în aminoacidul 429) este mai puțin obișnuită. 1298AA este homozigotic „normală”, 1298AC heterozigotic, iar 1298CC homozigotic al „variației”. În studiile MTHFR umană recombinantă, proteina codificată de 1298C nu poate fi deosebită de 1298A în sensul activității, instabilității termice, producției de FAD, sau efectului protector al 5-metil-THF. Mutația C nu pare să afecteze proteina MTHFR. Nu conduce la MTHFR instabilă termic și nu pare să afecteze nivelul de homocisteină. Totuși, afectează conversia MTHF în BH4 (tetrahidrobiopterină), un cofactor important în producerea neurotransmițătorilor și sinteza monoxidului de azot.
Au existat unele comentarii privind o 'reacție inversă' în care este produsă tetrahidrobiopterină (BH4) atunci când 5-metiltetrahidrofolat este re-convertit în metilenetetrahidrofolat. Nu există totuși un consens asupra acestui lucru. Se consideră că acea reacție necesită 5-MTHF și SAM. O altă opinie este aceea că 5-MTHF procesează peroxinitrit, conservând astfel BH4 existentă și că nu se produce o asemenea 'reacție inversă'.
Un polimorfism MTHFR A1298C matern este asociat cu sarcinile afectate de sindromul Down. Rezultatele analizelor pe subgrup și de sensibilitate au arătat că acest polimorfism este un factor de risc pentru sarcinile cu sindromul Down la populațiile asiatice dar nu și la populațiile caucaziene sau în meta-analiza generală.
MTHFR A1298C poate avea un rol ori ca factor conducător al tulburării depresive majore ori ca un indicator predictiv sau de diagnostic, posibil în combinație cu C677T.

### Detecția polimorfismelor MTHFR
A fost elaborată o metodă ARMS-PCR tetra-amorsă triplex pentru detecția simultană a polimorfismelor C677T și A1298C cu polimorfismul A66G MTRR într-o singură reacție PCR.

### Deficiența MTHFR severă
Deficiența MTHFR severă este rară (aproximativ 50 de cazuri în toată lumea) și este produsă de mutații care conduc la o activitate enzimatică reziduală de 0–20%. Pacienții prezintă dezvoltare întârziată, disfuncții motorii și de mers, convulsii și probleme neurologice, și au nivele extrem de mari de homocisteină în plasmă și urină precum și nivele plasmatice mici sau normale de metionină.
Un studiu la populația chineză uigură a arătat că polimorfismul genetic rs1801131 al MTHFR este asociat cu nsCL/P (despicături labiale cu sau fără despicături palatine, fără cauză sindromică) în această populație. Date fiind caracteristicile genetice și de mediu unice al populației uigure, aceste descoperiri pot fi de ajutor pentru explorarea patogenezei acestei boli complexe.